# Гаранина, Идея Николаевна
Идея (Ида) Николаевна Гаранина (8 августа 1937, Черемхово, Иркутская область — 19 марта 2010, Королево, Калязинский район, Тверская область) — советский и  российский режиссёр-мультипликатор и сценарист.

## Биография
Идея (Ида) Николаевна Гаранина родилась 8 августа 1937 года в городе Черемхово, Иркутской области.
В 1954—1957 училась на актрису в Театральном училище им. Б. В. Щукина.
С 1951 по 1959 работала актрисой в Московском театре юного зрителя (ТЮЗе).
В 1960—1961 — ученик химика-лаборанта в Московском телецентре в Останкино.
в 1961—1964 работала помощником режиссёра в главной редакции телевещания для Москвы в Государственном комитете по телевидению и радиовещанию (Останкино).
С 1964 по 1970 училась во ВГИКе на режиссёрском факультете.
С 1972 по 1973 — режиссёр студии «Мульттелефильм» Творческого объединения «Экран».
В 1976 году пришла на киностудию «Союзмультфильм», где в период до 1992, в качестве режиссёра, создала свои основные анимационные фильмы, в частности полнометражный мультфильм (70 минут), включающий в себя, многие виды анимационных технологий «Кошка, которая гуляла сама по себе» (1988). Производство фильма заняло несколько лет.
Режиссёр мультфильма «Балаган» (1981) — экранизация нескольких пьес Гарсии Лорки, музыка Софьи Губайдулиной.
Идея Гаранина работала в технике анимационной «перекладки» и кукольной анимации, а также в комбинированных техниках. Как и многих мастеров советской мультипликации того времени, Гаранину отличало индивидуальное, присущее только ей, видение материала и авторский стиль.
Излюбленные её приемы — движущаяся камера, изобретательное светотеневое решение кадра, пристрастие к крупным планам и необычным ракурсам, стремление раскрыть состояние героя через окружающую его предметную среду.
19 марта 2010 года была убита в собственном доме в деревне Королёво Калязинского района Тверской области.

## Награды
Мультфильмам Иды Гараниной были присуждены награды на фестивалях:
- «Журавлиные перья» — 3-я премия по разделу мультфильмов на ΧΙ ВКФ (Ереван, 1978),
- «Бедная Лиза» — 1-я премия по разделу мультфильмов на ΧΙΙ ВКФ (Ашхабад, 1979)

## Фильмография

### Режиссёр
1. 1973 — «Паучок Ананси и волшебная палочка»
2. 1977 — «Журавлиные перья»
3. 1978 — «Бедная Лиза»[2]
4. 1981 — «Балаган»
5. 1988 — «Кошка, которая гуляла сама по себе»[2] [5]
6. 1990 — «От того, что в кузнице не было гвоздя»
7. 1992 — «Йоксель-моксель»

### Режиссёр мультипликационных вставок
1. 1975 — «Маяковский смеётся» (мультвставка «Базар»)
2. 1976 — «Приключения Травки»
3. 1977 — «Сто грамм для храбрости»

### Сценарист
1. 1977 — «Журавлиные перья»
2. 1978 — «Бедная Лиза»
3. 1981 — «Балаган»
4. 1988 — «Кошка, которая гуляла сама по себе»
5. 1990 — «От того, что в кузнице не было гвоздя»